# جيمس شيلدز (سياسي)
جيمس شيلدز (بالإنجليزية: James Shields)‏ هو محامي وقاضي وضابط وسياسي أيرلندي وأمريكي، ولد في 10 مايو 1806 في المملكة المتحدة، وتوفي في 1 يونيو 1879 في أوتوموا في الولايات المتحدة. حزبياً، نشط في الحزب الديمقراطي. ولد شيلدز وتعلم في البداية في إيرلندا، هاجر إلى الأمريكيتين في عام 1826. كان لفترة قصيرة بحارًا، وقضى بعض الوقت في كيبيك قبل أن يستقر في مدينة كاسكاسكيا في إلينوي، حيث درس ومارس القانون. في عام 1836، انتُخب عضوًا لمجلس النواب في إلينوي، ثم لاحقًا مدققًا ماليًا للولاية. انتُقد عمله كمدقق مالي من قبل الشاب أبراهام لنكولن، والذي نشر (مع خطيبته آنذاك ماري تود) سلسلة من الرسائل المُحرّضة والمكتوبة باسم مستعار في إحدى الصحف المحلية. تحدى شيلدز لينكولن في مبارزة، وتقاتل الاثنان تقريبًا في 22 سبتمبر 1842 قبل أن يتصالحا، وأصبحا أصدقاء في نهاية المطاف.
في عام 1845، عُيِّن شيلدز في محكمة إلينوي العليا، حيث استقال من منصبه ليُصبح مفوض مكتب الأراضي العام للولايات المتحدة. عند اندلاع الحرب المكسيكية الأمريكية، غادر مكتب الأراضي لتولي منصب عميد للمتطوعين. عمل بامتياز وأُصيب مرتين. في عام 1848، عُيّن شيلدز وصُدّق عليه من قبل مجلس الشيوخ كأول حاكم لإقليم أوريغون ولكنّه رفضه. بعد أن شغل منصب سيناتور لولاية إلينوي، انتقل إلى ولاية مينيسوتا وهناك أسس مدينة شيلدز فيل. ثم انتُخب سيناتورًا لولاية مينيسوتا. خدم في الحرب الأهلية الأمريكية، ألحَقت قواته في معركة كيرنستاون الهزيمة التكتيكية الوحيدة لستونوول جاكسون في الحرب. استقال شيلدز بعد ذلك بوقت قصير. بعد انتقاله عدة مرات، استقر شيلدز في ميسوري وخدم مرة أخرى لمدة ثلاثة أشهر في مجلس الشيوخ. توفي في عام 1879، ويمثل رمزًا لإلينوي في قاعة التماثيل الوطنية.

## الحياة الباكرة والحياة المهنية
وُلد شيلدز في ألتمور في مقاطعة تيرون، تُعرف الآن بأيرلندا الشمالية، لأبوين هما تشارلز شيلدز وآن ماكدونيل، هو الأول من بين ثلاثة أطفال. توفي والده عندما كان شيلدز في السادسة من عمره، عندها كان لعمّه، المسمى أيضًا جيمس شيلدز والمولود أيضًا في أيرلندا، دورًا كبيرًا في حياته. كان شيلدز الكبير أستاذًا لليونانية واللاتينية، وعمل عضوًا في الكونغرس في ولاية أوهايو.
حصل شيلدز بصغره على التعليم المبكر في مدرسة متحفّظة بالقرب من منزله، وفي وقت لاحق في مدرسة يديرها رجل دين من كلية ماينوث، وبعد ذلك من قبل عمه. تلقى تعليمه في العلوم العسكرية والمبارزة واللغة الفرنسية من قبل أحد المحاربين القدامى في حروب نابليون، والتي كان يوجد الكثير منها في أيرلندا في ذلك الوقت. حاول شيلدز الهجرة إلى الولايات المتحدة في عام 1822، لكنه فشل بسبب ارتطام سفينته بالأرض قرب ساحل اسكتلندا، تاركةً إياه واحدًا من ثلاثة أو أربعة ناجين على الأقل. نجح في الوصول إلى أمريكا نحو عام 1826، رغم وفاة عمه الذي أبحر شيلدز للقائه.
شغل شيلدز وظيفة بحّار، وأصبح الملّاح على متن سفينة تجارية. وبعد فترة، أُصيب شيلدز بإعاقة جرّاء حادث مع كسر في ساقيه لمدة ثلاثة أشهر في المستشفى. بعد وقوع الحادث، تطوع وحارب في حرب السيمينول الثانية، ليصل إلى رتبة الملازم.
قضى بعض الوقت في كيبيك مؤسسًا مدرسة للمبارزة. في النهاية، استقر شيلدز في كاسكاسكيا في مقاطعة راندولف في إلينوي حيث درَس وبدأ ممارسة مهنة المحاماة في عام 1832، داعمًا دخله بتدريس اللغة الفرنسية. عمل عضوًا في مجلس النواب لإلينوي ابتداءً من عام 1836، وانتُخب مدققًا للولاية في عام 1839. أثناء عمله كمدقق مالي، شارك شيلدز في تصحيح الوضع المالي للولاية بعد ذعر عام 1837. وتم ذلك، في بعض الأحيان، عبر ممارسات أثبتت عدم شعبيتها.

## الحرب الأهلية الأمريكية
انتقل شيلدز بعد ذلك إلى كاليفورنيا، وتزوج من ماري كار في عام 1861. كان يعمل في مشروع تعدين في المكسيك، وهناك عُيّن شيلدز قائد لواء للمتطوعين من تلك الولاية في أعقاب اندلاع الحرب الأهلية الأمريكية، خلَف الراحل فريدريك دبليو. لاندر. قاد الفرقة الثانية من الفيلق الخامس، جيش بوتوماك (فيما بعد جزءًا من جيش شيناندواه)، خلال حملة الوادي عام 1862.
أصيب شيلدز في معركة كيرنستاون في 22 مارس 1862، لكن قواته ألحقت الهزيمة التكتيكية الوحيدة للجنرال توماس جاي. «ستونوول» جاكسون خلال الحملة (أو الحرب). في اليوم الذي تلا كيرنستاون، رُقّي إلى رتبة جنرال، لكن سُحبت الترقية وأُعيد النظر فيه ثمّ رُفِض في النهاية. استقال شيلدز من الجيش عمومًا نتيجة رفض ترقيته، قُدّم لشيلدز بشكل غير رسمي قيادة جيش بوتوماك من قبل أبراهام لنكولن. رفض شيلدز ذلك بسبب علاقته السيئة مع وزير الحرب إدوين ستانتون.

## الموت والإرث
توفي شيلدز بشكل غير متوقع في مدينة أوتوموا في أيوا في 1 يونيو 1879، أثناء جولة تعريفية بعد أن اشتكى من آلام في الصدر. نُقلت جثته إلى كارولتو في ميسوري بالقطار، حيث أُقيمت جنازة في الكنيسة الكاثوليكية، واصطُحبت جثته إلى مقبرة القديسة ماري من قبل صاحبين من قوّات المشاة التاسعة عشرة وبنادق كريج وفرقة نحاسية من عشرين قطعة. بقي قبره غير ملحوظٍ لـ 30 عامًا، إلى أن موّلت الحكومة المحلية والكونغرس الأمريكي نصبًا من الغرانيت والبرونز تكريمًا له. 
لم يكن شيلدز رجلًا ثريًا في آخر حياته، وكانت أغلى الممتلكات عند وفاته التي كان عليه أن يتركها لعائلته هي سيوفه الاحتفالية، والتي قُدمت له بعد نهاية الحرب المكسيكية الأمريكية. بعد موته، بقيت ماري شيلدز في كارولتون مع ابنتهما وابنيهما حتى انتقلت في نهاية المطاف إلى نيويورك للعيش مع ابنهم دانيال.
قدمت ولاية إلينوي تمثالًا برونزيًا لشيلدز في عام 1893 إلى مبنى الكابيتول الأمريكي، ويُمثل رمزًا للولاية في قاعة التماثيل الوطنية. نحت ليونارد فولك التمثال وأُهدي في ديسمبر 1893. يقف تمثال لشيلدز أمام محكمة مقاطعة كارول في كارولتون بولاية ميسوري. خَصصت الصحف يوم 12 نوفمبر 1910 وأعلنت أنّ «مئات الزوار من عدة ولايات» كانوا حاضرين عند كشف الستار عن التمثال. خصص الكونغرس $5,000 للنصب التذكاري. يقف تمثال ثالث على أراضي مبنى كابيتول الولاية في سانت بول في مينيسوتا والذي أُهدي في عام 1914.